# Människoraser
Människoraser var ett klassificeringssystem som tidigare användes för att dela in den moderna människan (Homo sapiens) i vagt avgränsade populationer eller grupper utifrån anatomiska, kulturella, etniska, genetiska, geografiska, historiska, lingvistiska, religiösa eller sociala skillnader. 
Modern vetenskap har påvisat att det numera endast finns en art av människa, i form av Homo sapiens, kvar på jorden och att begreppet ras ur ett taxonomiskt perspektiv inte har någon relevans. Inom antropologin råder konsensus om att det inte finns människoraser, och man anser att försök till identifiering av rasskillnader mellan människor är rent ovetenskapligt.
Från att först ha använts för att beteckna nationell tillhörighet började begreppet under 1600-talet kopplas till fysiska egenskaper och påstådda beteendemässiga skillnader mellan etniska grupper och användes för att skapa hierarkier och rasregelsystem gynnsamma för den dominerande etniska gruppen. Från 1800-talet användes begreppet allt oftare taxonomiskt för att beteckna genetiskt särskilda människogrupper definierade utifrån fenotyp. Samhällsvetenskaplig forskning har visat att kvarlevande äldre, fördomsfyllda föreställningar om att människan kan delas in i "raser", fortfarande kan påverka individers liv genom att de bidrar till såväl favorisering inom gruppen som exkludering och diskriminering av de som inte tillhör gruppen. "Ras" betraktas idag inom samhällsvetenskap och beteendevetenskap som en social konstruktion där konstruktionen av "ras" sker genom en materiell process som kallas rasifiering. I västerländska samhällen finns rasregelsystem där skapandet av "ras", rasidentiteter och rasrelationer helt eller delvis skett genom en naturalistisk eller historicistisk modell, eller i kombination av båda modellerna. Den första utgår ifrån hierarkiska, rasbiologiska antaganden om högre och lägre stående raser, medan den andra utgår ifrån kulturella och kulturrasistiska principer.

## Etymologi
Ordet "ras", som tolkas som "gemensamt ursprung", kommer från fornfranskans rasse (1512), från italienskans razza, vilket kanske kan härledas till arabiskans ord  "ras" "رأس" som betyder överhuvud för någon eller något. I detta sammanhang syftar "ras" till rötterna eller överhuvudet till en viss specie. Etymologin kan också härledas till det latinska gens eller arabiska "genat" "جينات" som betyder klan eller folk, och "genus" som betyder börd, ursprung, släkt, och kognat, med grekiskans genos (γένος) "ras, slag" och genos "börd, avkomma". Ordet ras (stavat race) förekommer i svenskan från 1668. Ordets förhållandevis unga historia i svenskan (liksom i franskan och engelskan) står i överensstämmelse med teorin att "ras" i betydelsen en liten grupp människor med gemensam härkomst, härrör från Christopher Columbus tid. Äldre begrepp, vilka åtminstone delvis baseras på gemensamt ursprung, såsom folk och stam, utgör indelningar i fler grupper med färre individer. 
Den moderna betydelsen av ras, "delmängder av människosläktet vilka uppvisar fysiska särdrag", är belagd från slutet av 1700-talet". Denna betydelseförskjutning föregicks av att européer under upplysningstiden försökte definiera raser som ett biologiskt begrepp, i enlighet med de vetenskapliga ideal som eran kännetecknas av. De följande århundradena gjordes vetenskapliga försök att klassificera och definiera rastyper, samt att avgöra rasernas ursprung och samband. Inom rättsantropologi och biomedicin insamlas ibland sådana uppgifter om individer och folk, varför ett fåtal individer är av uppfattningen att människoras fortfarande är praktiskt att använda såsom vetenskapliga distinktioner.
Ordet ras gav under mellankrigstiden upphov till ordet rasism, som dels betyder antagandet om att hela folk uppvisar särskilda, biologiska särdrag som ger upphov till yttre och inre särdrag, dels att olika raser är olika värda och att det därför är motiverat att behandla olika folk olika. Ett äldre begrepp för detta är rashat.

## Rasbegreppets historia

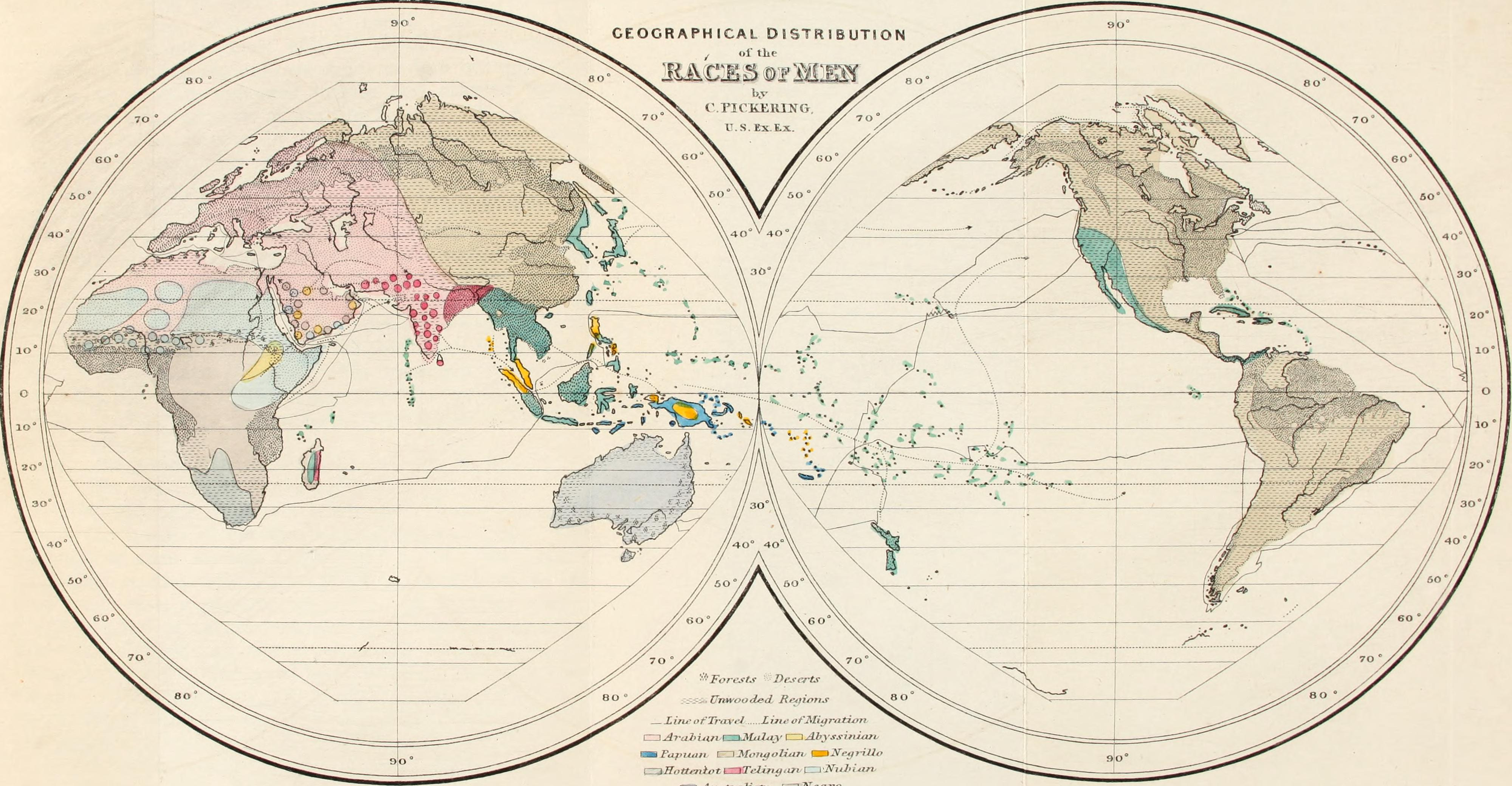
Raser och deras geografiska distribution 1854, Pickering & Charles

Användningen av rasbegreppet har varierat. Inte ens under den historiska rasbiologins epok (1850–1945) var vetenskapens företrädare och skilda anhängare ense om vilka raserna var[källa behövs]. När till exempel nazisterna ställde den ”ariska rasen” mot den ”judiska rasen”, blandade man samman en språklig indelning (”indoariska” språk) med en religiös indelning (judisk religion) och såg även till så kallade ”rasliga” yttre drag (den ”biologiska rasen”). Samtliga av dessa spelade in hos nazisterna, när de gjorde sina bedömningar.
Relaterat till husdjursavel är det äldsta kända svenska skriftliga källan som använder ”ras”, ibland även stavat ”race”, från 1765. Om människor användes det i skrift på svenska första gången 1792. I en äldre, mer bildlig betydelse, med avseende på karaktärsdrag, familj eller samhällsgrupp användes det i skrift första gången 1668. Exempelvis talas det om "tullsnokarnas ras", "förnämare race", "Adolf Fredriks ras" och på detta sätt användes ordet så sent som kring sekelskiftet 1900. Ursprunget till begreppet är omstritt.[källa behövs]
Man har tidigare i akademiska kretsar klassificerat olika grupper av Homo sapiens efter hudfärg, till exempel: 
- Kaukasoider, ursprungsbefolkningen i Europa, vardagligt kallad den vita rasen,[20]
- Negroider; ursprungsbefolkningen i Afrika, vardagligt kallat den svarta rasen,[20]
- Mongolider; ursprungsbefolkningen i Asien, vardagligt kallat den gula rasen.[20]
- Australider; ursprungsbefolkningen i Oceanien, vardagligt kallat den bruna rasen.[20]
- Blandfolk

Det har vidare klassificerats olika undergrupper inom varje sådan "ras" eller folkgrupp förebärande etnicitet. Exempel på detta är den numera föråldrade indelningen av undergrupper inom den kaukasiska rasen. Det var vanligt att man skilde på europeiska folk (s.k. Arier), västasiatiska folk (s.k. semiter) och nordafrikanska folk (s.k. hamiter). Alla dessa folkslag skulle varit separata utgreningar av den Kaukasiska rasen, men även inom dessa kunde olika grupperingar uppstå. Den ariska rasen kunde i sin tur indelas i exempelvis nordisk ras, medelhavsras, alpin ras, östbaltisk ras och dinarisk ras.
DNA-analyser visar att det inte finns skäl att använda begreppet ras om människor. Det kan vara större skillnad i DNA mellan två slumpmässigt valda individer i en folkgrupp än mellan två individer i olika folkgrupper,. Den största delen, 85 %, av den mänskliga genetiska variationen är mellan individer i samma grupp, ytterligare några procent av olikheterna vid jämförelser mellan individer inom olika grupper, medan genetiska skillnader mellan grupperna står för mindre än 10 % av de konstaterade skillnaderna.
Satoshi Horai vid Japans National Institute for Genetics fann dock i en studie 1990 att skillnader i DNA korrelerade med den traditionella uppdelningen av mänskligheten i tre "raser" - negroider, kaukasoider och mongoloider. 1997 presenterade den japanska biologiprofessorn Masatoshi Nei vid Pennsylvania State University i en rapport att "kluster av genetiska avstånd" sammanfaller med den traditionella uppdelningen av mänskligheten i tre "raser".
I en studie av 23 typer av genetisk information visade professor Naruya Saitou vid Japans National Institute for Genetics 2002 att mänskligheten kan delas upp i fem grupper - negroider, kaukasoider, asiatiska mongoloider, amerindoider och australoider. Saitou m.fl har dock sagt att en pan-mongoloid grupp skulle inkludera de tre sistnämnda av dessa grupper. Detta beror enligt Satoshi Horai på att det finns två tydliga mongoloida grupper – en som tidigt avskiljde sig från den negroida gruppen och en som senare avskiljde sig från kaukasoida gruppen.
Det har framförts av sociologer att fördomar om och föreställningar kring människoraser kan få konsekvenser för människors liv genom såväl privilegier som exkludering och diskriminering.

### Antiken
Redan de gamla egypterna gjorde försök att dela in människosläktet i raser. De utgick från fyra raser: egyptier, semiter, svarta och asiater. Moseboken har en genealogisk indelning mellan olika folk, som härstammar från Noaks söner: semiter efter Sem, hamiter efter Ham och jafetiter efter Jafet.
Filosofer under antiken har varit intresserade av människans fysiska olikheter, bland andra Hippokrates, Aristoteles, Herodotos med flera.

### Naturvetenskapliga indelningar

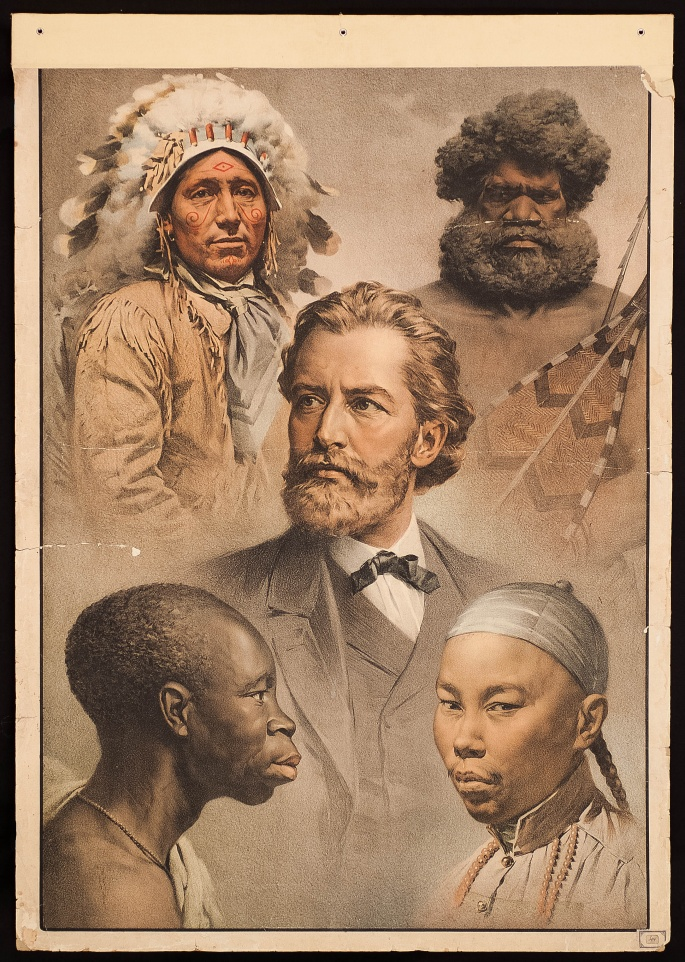
Människans fem huvudraser från 1911, indian, australid, kaukasier, negroid och mongolid.

I Systema naturae från 1758 delade Carl von Linné in mänskligheten efter hudfärg och de fyra stora världsdelarna, Americanus (röda), Europaeus (vita), Asiaticus (gula), Afer (svarta). Linné använde begreppet "varieteter" och dessa hade enligt honom olika specifika fysiska egenskaper. Han lade till en varietet, som han kallade Monstrosus där mytologiska varelser ingick
Johann Friedrich Blumenbach utvecklade Linnés indelning och lade till en femte ras efter de fyra första, den malajiska. Sedan indelade han mänskligheten i kaukasier (vita rasen), mongoler (gula rasen), etiopier (svarta rasen), amerikaner (röda rasen) och malajer (bruna rasen)
Flera naturvetenskapliga forskare redovisade under 1700-talet och 1800-talet olika teorier om hur mänskligheten kunde kategoriseras, bland andra Huxley, Topinard, och Retzius med flera. Mänskligheten kom efterhand därför, av dessa män, att indelas i ännu fler olika undergrupper, som kaukasoider, negrider, mongolider, indianer, Stillahavsfolk, sydasiatiska ursprungsfolk, kapoider och australider.
Under 1900-talet började rasbegreppet att ifrågasättas, dock kom ytterligare system för att indela människan i olika raser av bland annat av antropologen Carleton S. Coon. En vanlig indelning som fram till 1990-talet ansågs som riktig var att indela människan i sex grupper.
- Yngre mongoloida (indianer).
- Äldre mongoloida (öst-asiater och eskimåer).
- Kaukasier (européer, araber, judar, nordafrikaner, indier och persier).
- Negrider (bantufolk och pygméer).
- Kapoider (khoikhoi och sanfolket).
- Australider (aboriginer och melanesier).

Då individer skiljer sig ytterst lite genetiskt från varandra och att den genetiska variationen finns till över 85 % inom och inte mellan grupper, anses bland antropologiska vetenskapsmän sedan 1990-talet att begreppet "ras" inte är användbart för kategorisering vid vetenskapliga studier.

### Raskategorier i Nya Spanien

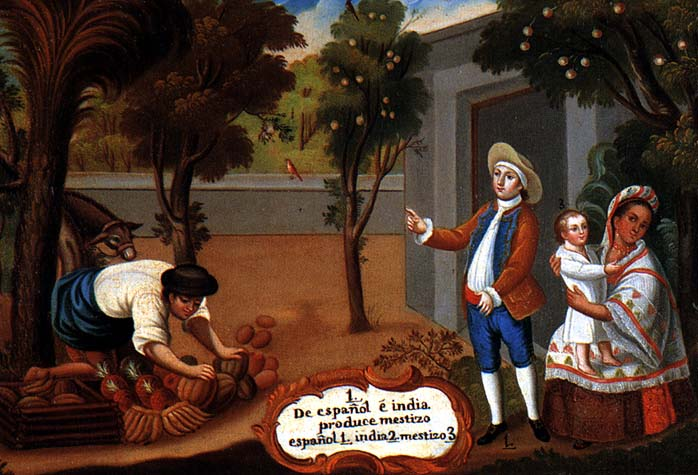
De español e indía produce mestizo (spanjor och indianska ger mestis).

Det system med raskategorier – castas – som konstruerades i Nya Spanien var färdigutvecklat i slutet av 1600-talet. Då var det bara spanjorer och indianer som kunde erkännas som adliga. Raskategorierna var dock inte enbart baserade på börd, härstamning eller fysiskt utseende, utan även vederbörandes sociala och ekonomiska status vägdes in.
- Spanjorer var den första huvudrasen. Det var personer av spansk härstamning. Andra européer räknades också som spanjorer om de var katoliker och talade spanska. Många med en viss grad av indiansk härstamning räknades även hit.
  - Peninsulares var därvid de som var födda på Iberiska halvön. Alla dessa krävde i Nya Spanien att bli betraktade som hidalgos, dvs. som lågadliga. Trots detta kunde de tillhöra alla samhällsklasser.
  - Criollos (kreoler) var spanjorer födda i Nya Världen.
- Indianer var den andra huvudrasen. De var lagligen betraktade som omyndiga och ställda under kungligt förmyndarskap.
- Negrer var den tredje huvudrasen. Den betraktades som underordnad eftersom afrikansk börd var knuten till slaveriet. Alla negrer var dock inte slavar, utan det fanns även fria svarta människor i Nya Spanien. De kunde inte bli präster och deras vittnesmål inför domstol räknades av mindre värde. Fria negrer kunde dock tillhöra milisen.

För barn till föräldrar av olika raskategorier fanns i Nya Spanien en rikt utvecklad rasterminologi.
- Mulattos eller Pardos var barn till en spansk förälder och en negerförälder. Om modern var slav, blev de också slavar.
  - Morisco (egentligen mor) var barn till en spansk förälder och en mulattförälder.
  - Albino (egentligen albino) var barn till en spansk förälder och en moriskoförälder.
- Mestiser var barn till en spansk förälder och en indianförälder. Beteckningen var ursprungligen endast knuten till utomäkenskaplig börd, eftersom barn i lagliga äktenskap mellan spanjorer och indianer blev räknade som antingen spanjorer eller indianer beroende på i vilken kultur de uppfostrades.
  - Castizo (ursprungligen en term som motsvarade ordet endemisk) var barn till en spansk förälder och en mestisförälder. Barn till en spansk förälder och en castisförälder klassades ofta som spanjorer (kreoler).
  - Cholos (ursprungligen ett aztekiskt ord som betyder hund) eller Coyotes (prärievargar) var barn till en indiansk förälder och en castisförälder.
- Sambos var barn till en indiansk förälder och en negerförälder.
  - Chinos (egentligen kinesisk) var barn till en indiansk förälder och en mulattförälder.
  - Lobos (vargar) var barn till en indiansk förälder och en chinoförälder. Denna term kunde även vara en synonym till sambo.

### Unesco
FN har löpande träffat ledande vetenskapsmän från olika forskningsområden, för att diskutera rasbegreppets relevans och för att utröna eventuella betydelsebärande skillnader mellan människor. 1950 samlade FN-organet Unesco en grupp socialvetenskapsmän, vilka utarbetade ett officiellt uttalande om rasbegreppet. I juni året därefter anordnades en konferens i Paris med ärftlighetsforskare och antroploger, som med det föregående uttalandet som grund författade ett nytt uttalande om begreppet ras. Ordet ansågs vara nödvändigt i vetenskapliga sammanhang, men det fastslogs även att det var svårt att dra någon egentlig gräns mellan olika raser.
Nya möten i FN skedde 1964 och 1967, vilka sammanfattas i Unescos skrift Four statesments on the race question (1969). Unesco gav en officiell deklaration 1978, Deklarationen om raser och rasistiska fördomar, där man står fast vid sitt tidigare uttalande och fastslår att alla individer och grupper har rätt att vara olika, att ingen forskning stöder att några raser är överlägsna eller underlägsna, och att ingen får diskrimineras på rasistisk grund. I denna deklaration ges även en officiell definition av rasism (artikel 2).
Chefen för Rasbiologiska institutet, Gunnar Dahlberg, och sociologen Joachim Israel gav i anslutning till Unescos konferenser ut Raser och folk för Svenska Unescorådet, där Dahlberg argumenterar mot rasistiska fördomar om rasblandningar, skillnader i intelligens och olika ärftlighet.

### USA:s folkräkning 2000
Vid folkräkningen år 2000 gavs respondenterna tillfälle att välja mellan en eller flera rasliga kategorier för att ange sin rasliga identitet. Nästan sju miljoner amerikaner angav att de tillhörde två eller flera raser.
I denna folkräkning användes nedanstående definitioner. Beskrivningen är hämtade från det regelverk som styrde folkräknarna, men är översatta till svenska.
- White. En person som har sitt ursprung i någon av de ursprungliga folken i Europa, Mellanöstern eller Nordafrika. Den inkluderar människor som anger sin ras som "vit" eller betecknar den som "irländsk", "tysk", "italiensk", "libanesisk", "arabisk" eller "polsk".[36]

- Black or African American. En person som har sitt ursprung i någon av de svarta rasgrupperna i Afrika. Den inkluderar människor som anger sin ras som "svart, afro-amerikansk eller neger" eller betecknar den som "afroamerikansk", "kenyansk", "nigeriansk" eller "haitisk".[36]

- American Indian or Alaska Native. En person som har sitt ursprung i någon av de ursprungliga folken i Nord- och Sydamerika och som upprätthåller förbindelse med någon av indiannationerna eller något ursprungssamhälle.[36]

- Asian. En person som har sitt ursprung i någon av de ursprungliga folken i Fjärran Östern, Sydostasien eller på den indiska subkontinenten, till exempel från Kambodja, Kina, Indien, Japan, Korea, Malaysia, Pakistan, Filippinerna, Thailand och Vietnam. Den omfattar även angivelser som Asian Indian och Other Asian.[36]

- Native Hawaiian and Other Pacific Islander. En person som har sitt ursprung i någon av de ursprungliga folken på Hawaii, Guam, Samoa eller andra öar i Stilla havet. Den inkluderar människor som angivit sin ras som Native Hawaiian eller Other Pacific Islander.[36]

- Some other race. Denna rasliga kategori inkluderar de som angivit andra svar än någon av de ovan uppräknade. Den inkluderar människor som angivit sin ras som multiracial, mixed, interracial eller en spansk/latinsk grupp som till exempel "mexikansk", "puertoricansk" eller "kubansk".[36]

- Two or more races. Människor som kryssat för flera rasliga kategorier eller angivit flera olika skriftliga svar.[36]

Observera att Hispanic or Latino inte är en raslig grupp, utan i folkräkningen definieras som en person av kubansk, mexikansk, puertoricansk, syd- eller centralamerikansk eller annan spansk kultur eller ursprung oberoende av ras. Vid folkräkningen år 2000 rapporterade 12,5 % av den amerikanska befolkningen en Hispanic or Latino etnicitet, medan 87,5 % rapporterade Not-Hispanic or Latino.

## Indelningsgrunder
| Kaukasoider: Arier Semiter Hamiter Negroider: Negrer Hottentotter Melanesier Negritoer Australider Osäkert: Dravider & singaleser | Mongolider: Nordmongoler Kineser & indokineser Japaner & koreaner Tibetaner Malajer Polynesier Maorier Mikronesier Eskimåer Indianer |

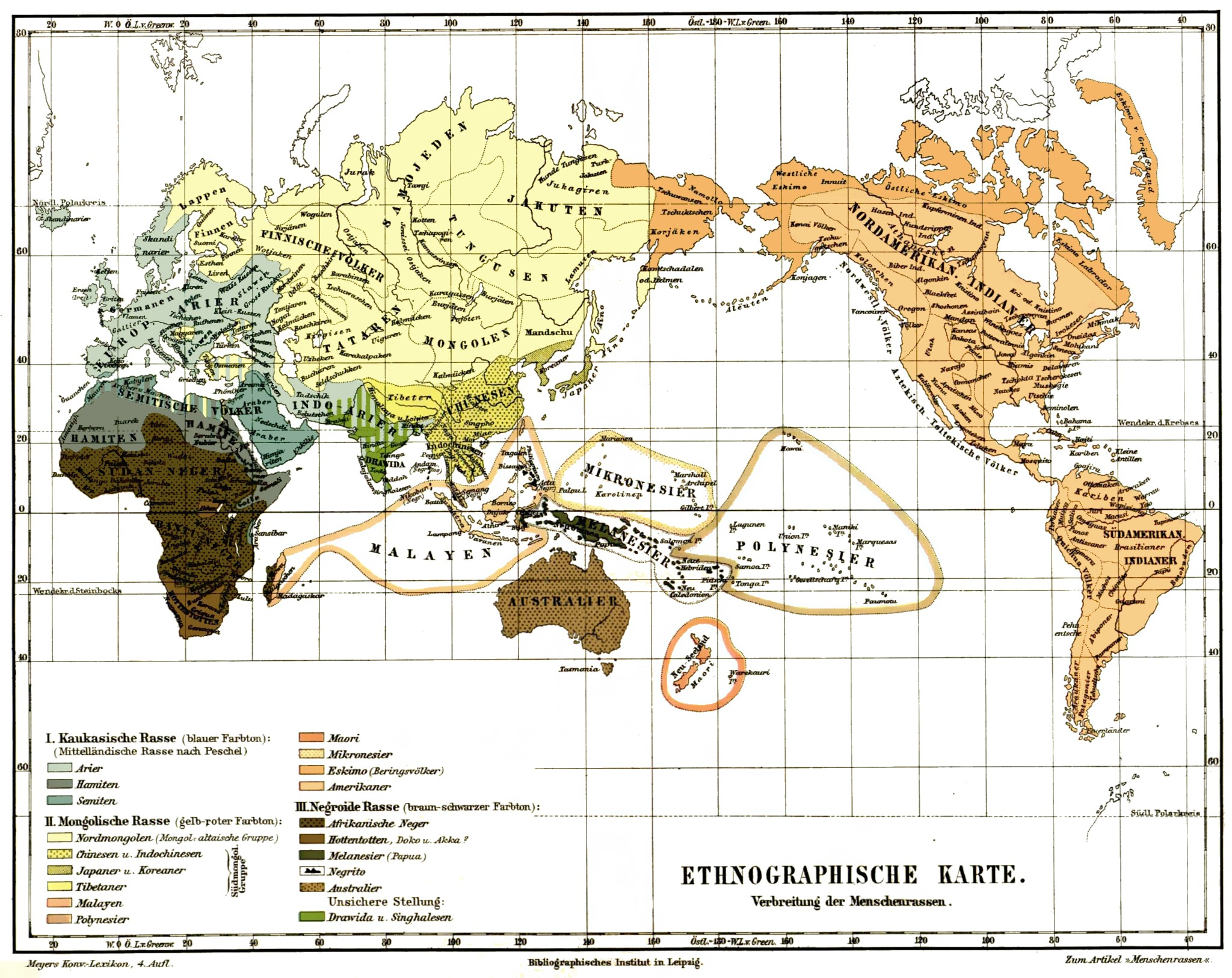
Meyers Konversations-Lexikon (1885–1890).

På 1800-talet klassificerades olika raser inom människoarten, däribland i Charles Darwins The Descent of Man, and Selection in Relation to Sex. Denna klassificering grundades på biologiska förhållanden, och det var vanligt att forskare med hänvisning till Darwins teori tog hänsyn till geografiskt varierande skillnader som hudfärg, hårstruktur och kranieform. En del av 1800-talsforskarna tog också med faktorer utan naturvetenskapliga grunder, såsom sociala förhållanden där exempelvis människor i arbetarklass beskrevs som en enskild ras. Det finns inget entydigt sätt att göra detta, och försöken att indela människor på detta sätt har i modern tid alltid lett till att variablerna blivit så många att indelningen förlorat all praktisk betydelse.

### Modern tid
I Sverige och övriga Europa används ibland rasbegreppet akademiskt, men är idag i många sammanhang ett oväsentligt ämne. När det finns behov av indelning i kategorier har begreppet ras ibland ersatts av med begrepp som ”etniska grupper” eller "etnisk härkomst", det vill säga skillnader i sociokulturellt ursprung. Detta är den förhärskande inställningen i till exempel USA, där man numera talar om till exempel African Americans (afroamerikaner) och Native Americans (ursprungsbefolkning).
I USA utfärdade 1998 American Anthropological Association en officiell förklaring med innebörden att man anser att klart avgränsade biologiska raser inte existerar och att detta överensstämmer med ståndpunkten hos flertalet av samtidens vetenskapsmän inom antropologins område.
Inom modern genetik finns möjligheten att dela in mänskliga populationer efter genetiska egenskaper. Flertalet forskare har argumenterat för värdet i indelandet av mänskligheten i genetiskt distinkta grupperingar och en del menar därför att "ras" än idag är ett värdefullt begrepp. Den kroatiske filosofen Neven Sesardić menade i sin artikel Race: a social destruction of a biological concept att indelningen av mänskligheten i raser är värdefull inom genetiken, antropologin och psykologin. Även den brittiske genetikern Anthony Edwards har menat att mänskliga raser har en betydelse i genetisk bemärkelse. Edwards journalartikel har fått varierande respons men redan innan den publicerades menade en del forskare att bara för att det går att geografiskt gruppera biologiska särdrag betyder det ej att en indelning i specifika rasgrupper har någon vetenskaplig validitet.
I en amerikansk studie från 2005 fick 3636 försökspersoner identifiera sig som tillhörande en av fyra raser (vit, afro-amerikansk, östasiatisk och latinamerikansk), varefter forskarna med genetiska metoder delade in försökspersonerna i genetiska kategorier. Studien visade att 99,86 % av försökspersonerna hamnade i samma genetiska kategori som den ras de identifierat sig med.

#### Genetiskt avstånd

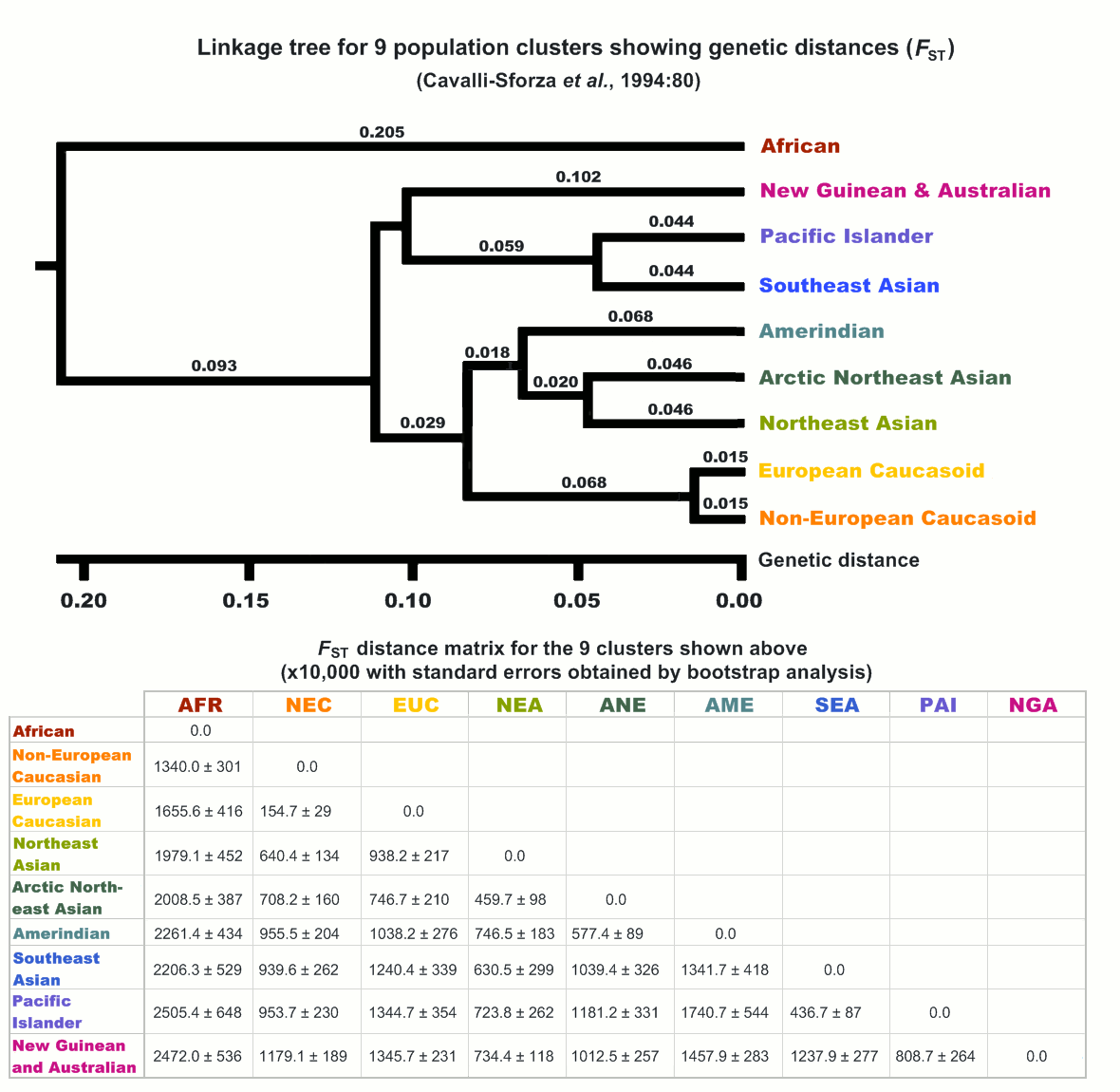
Uppskattade genetiska avstånd mellan olika människopopulationer framtagna av Cavalli-Sforza med flera 1994.

För att mäta hur olika två djurgrupper inom samma art är genetiskt så används idag ett begrepp som kallas genetiskt avstånd och som kan beräknas på lite olika sätt. Ett vanligt mått på genetiskt avstånd mellan grupper är fixation index, FST som approximativt kan beräknas med hjälp av formeln:
{\displaystyle F_{ST}={\frac {\pi _{\text{Mellan}}-\pi _{\text{Inom}}}{\pi _{\text{Mellan}}}}}
där med {\displaystyle \pi _{\text{Mellan}}}  och  {\displaystyle \pi _{\text{Inom}}} avses det genomsnittliga antalet parvisa genetiska skillnader uppmätta mellan två slumpmässigt utvalda individer inom en viss population ({\displaystyle \pi _{\text{Inom}}}), respektive ur två olika populationer.( {\displaystyle \pi _{\text{Mellan}}}). Det uppskattade/uppmätta måttet på genetiskt avstånd mellan två människopopulationer säger inget om hur dessa skiljer sig åt eller om någon population skulle vara "bättre" i någon mening utan är bara ett mått på hur genetiskt olika de två grupperna är. Måttet fixationsindex används bara för att titta på hur närbesläktade olika populationer inom samma art är . Inom de flesta djurarter brukar fixationsindex ligga mellan 0 och 0,2  eller åtminstone mellan 0 och 0,25 för däggdjursarter . När det gäller människan är en vanlig skattning att fixationsindex för arten som helhet ligger kring 0,15 mellan olika populationer. Värdet blir mindre ju mer grovkornig indelning man gör, exempelvis om man klassar både "finländare" och "fransmän" med flera inom gruppen européer och både "japaner" och "koreaner" med flera inom gruppen asiater och sedan beräknar fixationsindex mellan européer och asiater. Människan som helhet brukar räknas som en homogen art där en slumpvis vald människa på jordklotet i genomsnitt delar omkring 99,9 procent av sin genetiska kod med en annan slumpvis vald människa.

## Rashygien och rasblandning
En gammal föreställning är att det är önskvärt med rasrenhet, det vill säga undvikandet av så kallad rasblandning. Fientliga attityder till att gifta sig och få barn med personer utanför sin egen grupp har existerat genom historien runtom i världen men konceptet rasrenhet som sådant har sin grund i uppkomsten i Europa av idén om vetenskapligt belagda människoraser (rasbiologi). Grunden till sådana uppfattningar är ofta tron på att en viss ras har ett egenvärde eller en kollektiv, deterministisk överlägsenhet över andra raser och att blandning av olika raser skulle "urvattna", "förgifta" eller på annat sätt "fördärva" antingen den påstått högre stående rasen eller båda raserna.
Strävan efter rasrenhet gav upphov till en rad åtgärder (så kallad rashygien) som skulle hindra människor som ansågs tillhöra två olika rasgrupper från att få barn tillsammans i fruktan för rasmässig degeneration. Detta kunde variera från social stigmatisering till officiell lagstiftning och förekom i flera västerländska samhällen från 1700-talet till 1900-talets senare hälft och spreds genom kolonialimperierna till resten av världen.

## Människoraser inom nyandlighet
Inom nyandlighet, esoterik och teosofi, liksom i vissa äldre religionsskrifter, förekommer ofta begreppet ras, så kallade "rotraser", "underraser" etc, syftande på olika människogruppers härstamning från olika delar av Jorden och med ursprung i olika utomjordiska raser, dvs civilisationer i olika planetsystem i universum. Man menar då att olika folkgrupper kommit till Jorden i olika omgångar vid olika tidsepoker i planetens historia enligt en större kosmisk plan och att här dessutom tidigare har existerat många andra folkgrupper med ytterligare andra slags karaktäristika, kroppslängd, hudfärg, språk etc.  Den typen av polygenesteorier saknar helt stöd i modern forskning om människans ursprung, även om fynd av nya människoarter, t.ex. Homo floresiensis, fortsätter att åberopas av teosofer. Inom nyandlighet och hos anhängare av kreationism förekommer uppgifter om till exempel skelett av "jättemänniskor" (jmf Bibeln Genesis 6:4) rapporterade från olika delar av världen genom den arkeologiska historien.
Antroposofin, både i Rudolf Steiners egna skrifter och i mer sentida verk, innehåller en raslära av mer klassiskt snitt, med stereotypa egenskaper hos olika raser.

## Rasifiering
Rasifiering är ett samhällsvetenskapligt begrepp och teoretiskt perspektiv som beskriver hur människor ses som stereotyper utifrån fördomar om deras bakgrund eller ursprung. Rasifieringsteorin är ett försök att visa hur rasistiska föreställningar skapas där de tidigare inte funnits, och hur sociala skillnader börjar uppfattas som biologiska och nedärvda. Framförallt postkoloniala forskare studerar hur föreställningar om människoraser och etniciteter kan vara orsaken till strukturell diskriminering och rasism. Begreppet förklarar också hur en grupp ("vi") ofta börjar se på människor utanför gruppen ("de") som medlemmar i en annan "ras". Det teoretiska perspektivet gör skillnad på "ras" och rasism: Rasism är en materiell process medan "ras" är en social konstruktion. Därför studerar rasifieringsforskare de grundläggande principerna bakom rasistisk ideologi och rasismens konsekvenser, både materiellt och politiskt.

## Citat
1. ↑  Definition: The concept of race as used by the Census Bureau reflects self-identification by people according to the race or races with which they most closely identify. These categories are sociopolitical constructs and should not be interpreted as being scientific or anthropological in nature. Furthermore, the race categories include both racial and national-origin Groups. The racial classifications used by the Census Bureau adhere to the October 30,1997, Federal Register Notice entitled,"Revisions to the Standards for the Classification of Federal Data on Race and Ethnicity" issued by the Office of Management and Budget (OMB).

White. A person having origins in any of the original peoples of Europe, the Middle East, or North Africa. It includes people who indicate their race as "White" or report entries such as Irish, German, Italian, Lebanese, Arab, Moroccan, or Caucasian.

Black or African American. A person having origins in any of the Black racial groups of Africa. It includes people who indicate their race as "Black, African Am., or Negro"; or report entries such as African American, Kenyan, Nigerian, or Haitian.

American Indian and Alaska Native. A person having origins in any of the original peoples of North and South America (including Central America) and who maintains tribal affiliation or community attachment. This category includes people who indicate their race as "American Indian or Alaska Native" or report entries such as Navajo, Blackfeet, Inupiat, Yup'ik, or Central American Indian groups or South American Indian groups.

Asian. A person having origins in any of the original peoples of the Far East, Southeast Asia, or the Indian subcontinent including, for example, Cambodia, China, India, Japan, Korea, Malaysia, Pakistan, the Philippine Islands, Thailand, and Vietnam. It includes people who indicate their race as "Asian Indian," "Chinese," "Filipino," "Korean," "Japanese," "Vietnamese," and "Other Asian" or provide other detailed Asian responses.

Native Hawaiian and Other Pacific Islander. A person having origins in any of the original peoples of Hawaii, Guam, Samoa, or other Pacific Islands. It includes people who indicate their race as "Native Hawaiian," "Guamanian or Chamorro," "Samoan," and "Other Pacific Islander" or provide other detailed Pacific Islander responses.

Two or more races. People may have chosen to provide two or more races either by checking two or more race response check boxes, by providing multiple responses, or by some combination of check boxes and other responses.

The concept of race is separate from the concept of Hispanic origin. Percentages for the various race categories add to 100 percent, and should not be combined with the percent Hispanic.

Non-Hispanic White alone persons. Individuals who responded "No, not Spanish/Hispanic/Latino" and who reported "White" as their only entry in the race question. Tallies that show race categories for Hispanics and non-Hispanics separately are also available.
 .

### Notförteckning
1. ↑  ”Minorities, Race, and Genomics”. Human Genome Project. http://www.ornl.gov/sci/techresources/Human_Genome/elsi/minorities.shtml. Läst 30 november 2012.  ”DNA studies do not indicate that separate classifiable subspecies (races) exist within modern humans.”
2. ↑  Hannaford, I. (1996) Race. The History of an Idea in the West. Washington : The Woodrow Wilson Center Press.
3. 1 2 3  ”...om raser”. akademien anser 1/2000. Kungliga Vetenskapsakademien. 2000. Arkiverad från originalet den 12 januari 2006. https://web.archive.org/web/20060112075402/http://www.kva.se/KVA_Root/swe/academy/publications/academy/thinkrace.pdf. Läst 1 juni 2012.
4. ↑  Keita, S O Y & Kittles R A (1997) The persistence of racial thinking and the myth of racial divergence. Am Anthropol 99:534–544
5. ↑  Templeton A.R. (1998) Human races: a genetic and evolutionary perspective. Am Anthropol 100:632–650
6. ↑  Lie, John (2004). Modern Peoplehood. Cambridge, Mass.: Harvard University Press. ISBN 0674013271
7. ↑  ”Definition of race – ethnic group, anthropology, personal attribute”. Oxford Dictionaries. Oxford University Press. Arkiverad från originalet den 11 juli 2012. https://web.archive.org/web/20120711233608/http://oxforddictionaries.com/definition/english/race--2. Läst 5 oktober 2012.  ”a group of people sharing the same culture, history, language, etc.”
8. ↑  Keita; Kittles, Royal, Bonney, Furbert-Harris, Dunston, Rotimi (2004). Nature 36:  sid. S17-S20. doi:10.1038/ng1455. ISSN 1061-4036. PMID 15507998. http://www.nature.com/ng/journal/v36/n11s/full/ng1455.html.  ”Religious, cultural, social, national, ethnic, linguistic, genetic, geographical and anatomical groups have been and sometimes still are called 'races'”.
9. 1 2  SOU: Bortom Vi och Dom Teoretiska reflektioner om makt, integration och strukturell diskriminering Arkiverad 16 september 2016 hämtat från the Wayback Machine. s. 95, 2005, ISBN 91-38-22353-8
10. ↑  de los Reyes & Kamali 2005.
11. ↑  Molina 1997.
12. ↑  Goldberg 2002.
13. 1 2  ”Online Etymology Dictionary”. ras. Douglas Harper. http://www.etymonline.com/index.php?term=race&allowed_in_frame=0. Läst 31 mars 2008.
14. ↑  ”Online Etymology Dictionary”. genus. Douglas Harper. http://www.etymonline.com/index.php?term=genus. Läst 31 mars 2008.
15. 1 2 3 4  Svenska Akademiens ordbok: ras (tryckår 1956)  Spalt: R324
16. ↑  ”Rasism och främlingsfientlighet”. Forum för levande historia. Arkiverad från originalet den 18 februari 2014. https://web.archive.org/web/20140218220951/http://www.levandehistoria.se/fakta-fordjupning/rasism/rasism-och-framlingsfientlighet. Läst 6 augusti 2013.
17. ↑  Sök bland svenska dagstidningar, sökord:Rashat , Kungliga biblioteket, läst 2015-10-29
18. ↑  Hitlers SS och Gestapo, Hohne, Heinz.
19. 1 2  ”MeSH Tree Location(s) for Continental Population Groups” (på engelska). Karolinska Institutet. Arkiverad från originalet den 18 april 2013. http://archive.is/2013.04.18-071250/http://mesh.kib.ki.se/swemesh/show.swemeshtree.cfm?Mesh_No=M01.686.508.
20. 1 2 3 4  ”MeSH Tree Location(s) for European Continental Ancestry Group” (på engelska). Karolinska Institutet. Arkiverad från originalet den 18 april 2013. http://archive.is/2013.04.18-161302/http://mesh.kib.ki.se/swemesh/show.swemeshtree.cfm?Mesh_No=M01.686.508.400&tool=karolinska.
21. ↑  Svenska Akademiens ordbok: kaukasisk
22. ↑  http://www.dn.se/ledare/kolumner/ras-doljer-mer-an-det-forklarar/
23. ↑  Ulf Pettersson; Ny dna-teknik visar att det inte finns människoraser, Dagens Nyheter (2009-04-12). Läst 2012-04-24.
24. ↑  Bertil Neij, Fascismen och Nazismen, 2001
25. 1 2 3  Lewontin, R. C. (2005). Confusions About Human Races Arkiverad 4 maj 2013 hämtat från the Wayback Machine. från Race and Genomics, Social Sciences Research Council. Läst 2 december 2011.
26. 1 2  Satoshi Horai and Kenji Hayasaka. (1990). Intraspecific Nucleotide Sequence Differences in the Major Noncoding Region of Human Mitochondrial DNA. Am. J. Hum. Genet. 46:828-842
27. ↑  Nei, M. & Roychoudhury, A.K. (1997). The emergence and dispersal of Mongoloids. Indian Journal of Anthrop. Soc. 32:01-49.
28. ↑  斎藤成也 Naruya, S. Kyushu Museum. 2002. February 2, 2007 Arkiverad 6 september 2013 hämtat från the Wayback Machine.
29. ↑  Roberts, D.F., Fujiki, N. and Torizuka, N. (1992). Isolation, Migration and Health. 33rd Symposium Volume of the Society for Study of Human Biology.
30. 1 2 3  Människoraser i Nordisk familjebok (andra upplagan, 1913)
31. ↑  Frågor och svar om Rasbiologi Arkiverad 11 november 2011 hämtat från the Wayback Machine. Forum för levande historia
32. ↑  Människoraser i Nordisk familjebok (andra upplagan, 1913)
33. ↑  https://www.sydsvenskan.se/2013-03-22/ras
34. ↑  ”AAA statement on "race"”. Arkiverad från originalet den 27 juni 2013. https://web.archive.org/web/20130627184228/http://www.aaanet.org/stmts/racepp.htm. Läst 9 november 2011.
35. ↑  Texten och tabellen i detta avsnitt är hämtat från engelska wikipedia en:Casta. Läst 2010-05-29.
36. 1 2 3 4 5 6 7 8  ”2000 Census of Population, Public Law 94-171 Redistricting Data File: Race”. U.S. Census Bureau. Arkiverad från originalet den 31 augusti 2009. https://web.archive.org/web/20090831085310/http://quickfacts.census.gov/qfd/meta/long_68178.htm. Läst 5 januari 2010.
37. 1 2  Grieco, Elizabeth M.; Cassidy, Rachel C. (1 mars 2001). ”Overview of Race and Hispanic Origin: Census 2000 Brief” (PDF). U.S. Census Bureau. http://www.census.gov/prod/2001pubs/cenbr01-1.pdf.
38. ↑  Calafell F. (2003) Classifying humans. Nat Genet 33:435–436
39. ↑  Hannaford, I. (1996) Race: the history of an idea in the West. Baltimore: Johns Hopkins University Press.
40. ↑  Smedley A. (1999) Race in North America: origin and evolution of a worldview. 2nd ed. Westview Press, Boulder.
41. ↑  ”American Anthropological Association Statement on "Race"”. 17 maj 1998. Arkiverad från originalet den 27 juni 2013. https://web.archive.org/web/20130627184228/http://www.aaanet.org/stmts/racepp.htm. Läst 17 oktober 2011.
42. ↑  Neven Sesardic (2010) Race: a social destruction of a biological concept. Biological Philosophy (2010) 25:143–162
43. ↑  A.W.F. Edwards (2003) Human genetic diversity: Lewontin’s fallacy. BioEssays 25:798–801
44. ↑  Graves, Joseph L. (2003). The Emperor's New Clothes: Biological Theories of Race at the Millennium. Rutgers University Press. ISBN 0-8135-2847-X
45. ↑  Brace, C (2005). "Race" is a four-letter word : the genesis of the concept. New York: Oxford University Press. ISBN 9780195173512
46. ↑  Weiss, Kenneth M.; Fullerton, Stephanie M. (2005-10-26). ”Racing around, getting nowhere” (på engelska). Evolutionary Anthropology: Issues, News, and Reviews 14 (5):  sid. 165–169. doi:10.1002/evan.20079. https://onlinelibrary.wiley.com/doi/10.1002/evan.20079. Läst 28 augusti 2022.
47. ↑  Risch & Tang (2005) Genetic Structure, Self-Identified Race/Ethnicity, and Confounding in Case-Control Association Studies. The American Society of Human Genetics, 76:268–275
48. ↑  https://www.ncbi.nlm.nih.gov/pmc/articles/PMC1205159/
49. 1 2  ”Genetic Distance Values – F ST”. American Museum of Natural History. Arkiverad från originalet den 5 mars 2016. https://web.archive.org/web/20160305014035/http://www.amnh.org/content/download/51194/776214/file/3_Genetic%20Distance%20Values%20%E2%80%93%20Fstanswers.pdf. Läst 2 januari 2016.
50. ↑  ”Inbreeding and Population Structure.”. The University of Vermont. Arkiverad från originalet den 13 maj 2014. https://web.archive.org/web/20140513211942/http://www.uvm.edu/~dstratto/bcor102/readings/inbreeding.pdf. Läst 2 januari 2016.
51. ↑  ”Vad är en människa?”. Forskning & Framsteg. Arkiverad från originalet den 14 mars 2016. https://web.archive.org/web/20160314005241/http://fof.se/tidning/2004/4/vad-ar-en-manniska. Läst 2 januari 2016.
52. ↑  Saul Friedländer (2007). Das Dritte Reich und Die Juden. Die Jahre der Verfolgung 1933 - 1939., C.H.Beck, München 2000, s.170. ISBN 3-406-43506-8.
53. ↑  Degenerationsfaran i Projekt Runeberg
54. ↑  Arthur S. Leonard (2013). Sexuality and the Law: American Law and Society, Routledge, s.279
55. 1 2  Daniel Pick (1993). Faces of Degeneration: A European Disorder, C.1848-1918, Cambridge University Press, s.27-28
56. ↑  Takashi Fujitani, Geoffrey Miles White, Lisa Yoneyama,  Perilous memories: the Asia-Pacific War(s), p. 303, 2001.
57. ↑  ”In the Light of Theosophy, om människoraser mm”. Arkiverad från originalet den 3 augusti 2014. https://web.archive.org/web/20140803032313/http://www.teosofia.com/Mumbai/7503light.html. Läst 19 november 2011.
58. ↑  E.T.Babinski:Men over ten feet tall?
59. ↑  Om jättemännisko-fynd
60. ↑  ”The Bible-UFO connection, om skelettfynd”. Arkiverad från originalet den 5 november 2011. https://web.archive.org/web/20111105054211/http://www.bibleufo.com/giantsmyth.htm. Läst 19 november 2011.
61. ↑  Hansson, Sven Ove (1988) Antroposofins raslära

### Källförteckning
- Goldberg, David Theo (2002). ”Racial states” (på engelska). Relocating Postcolonialism. Oxford: Blackwell Publishers. Libris 8292993. ISBN 0-631-20804-6. http://204racethought.wikispaces.com/file/view/Goldberg+Racial+State.pdf Arkiverad 2 februari 2014 hämtat från the Wayback Machine.
- Molina, Irene (1997) (på engelska). Stadens rasifiering: Etnisk boendesegregation i folkhemmet. Uppsala: Kulturgeografiska institutionen, Uppsala universitet. Libris 8357326. ISBN 91-506-1216-6. http://uu.diva-portal.org/smash/get/diva2:161611/FULLTEXT01 Arkiverad 1 februari 2014 hämtat från the Wayback Machine.
- de los Reyes, Paulina; Kamali, Masoud (2005). Bortom vi och dom: Teoretiska reflektioner om makt, integration och strukturell diskriminering (SOU 2005:41). Stockholm: Statsrådsberedningen. Libris 9894123. ISBN 91-38-22353-8